# 가와노 고타
가와노 고타(일본어: 河野 孝汰, 2003년 8월 12일~)는 일본의 축구 선수이다.

## 구단 경력
그는 2019년 J2리그의 레노파 야마구치 FC에 입단했다.